# Kloosterboerderij Heibloem

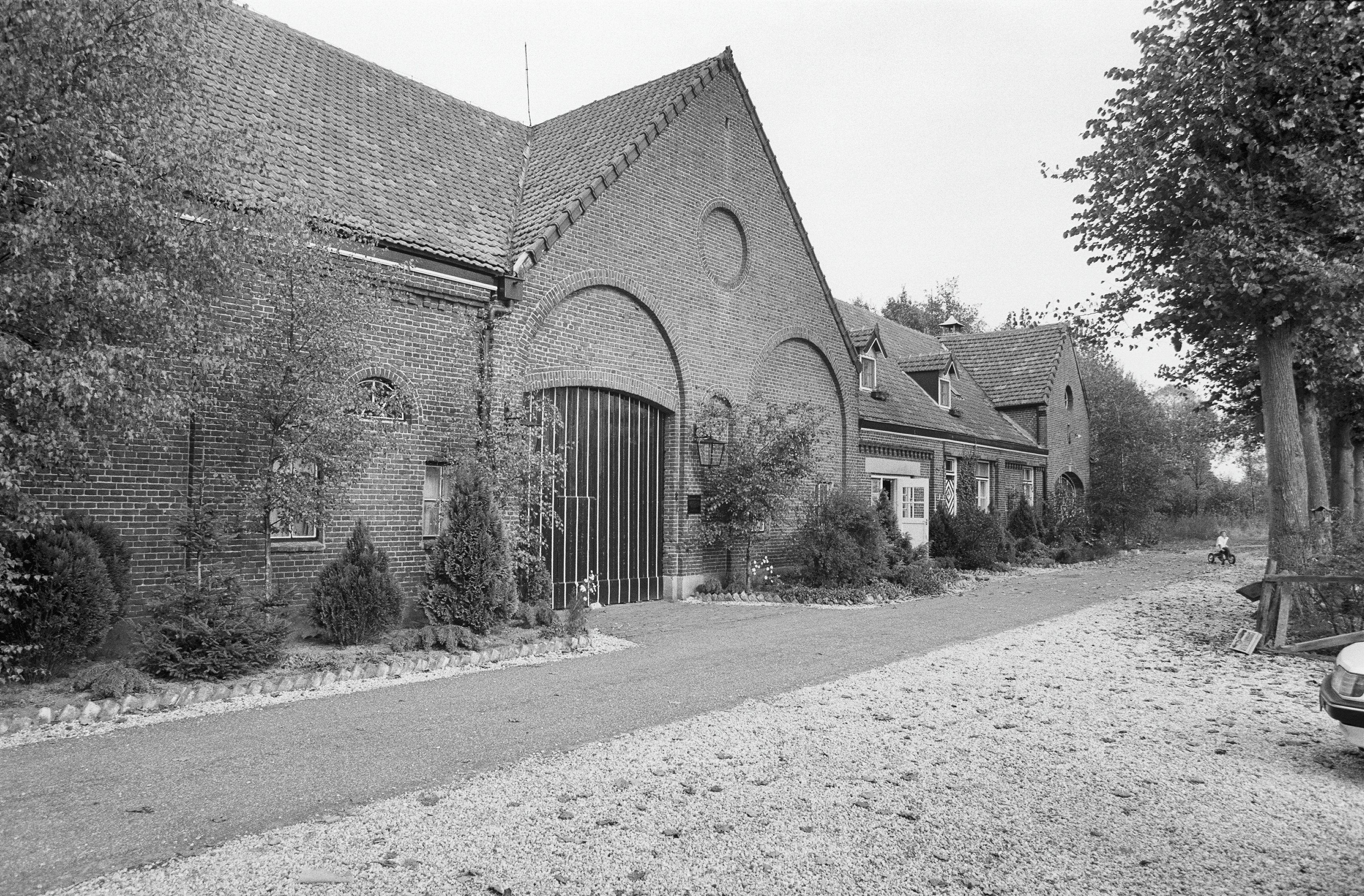
Kloosterboerderij Heibloem

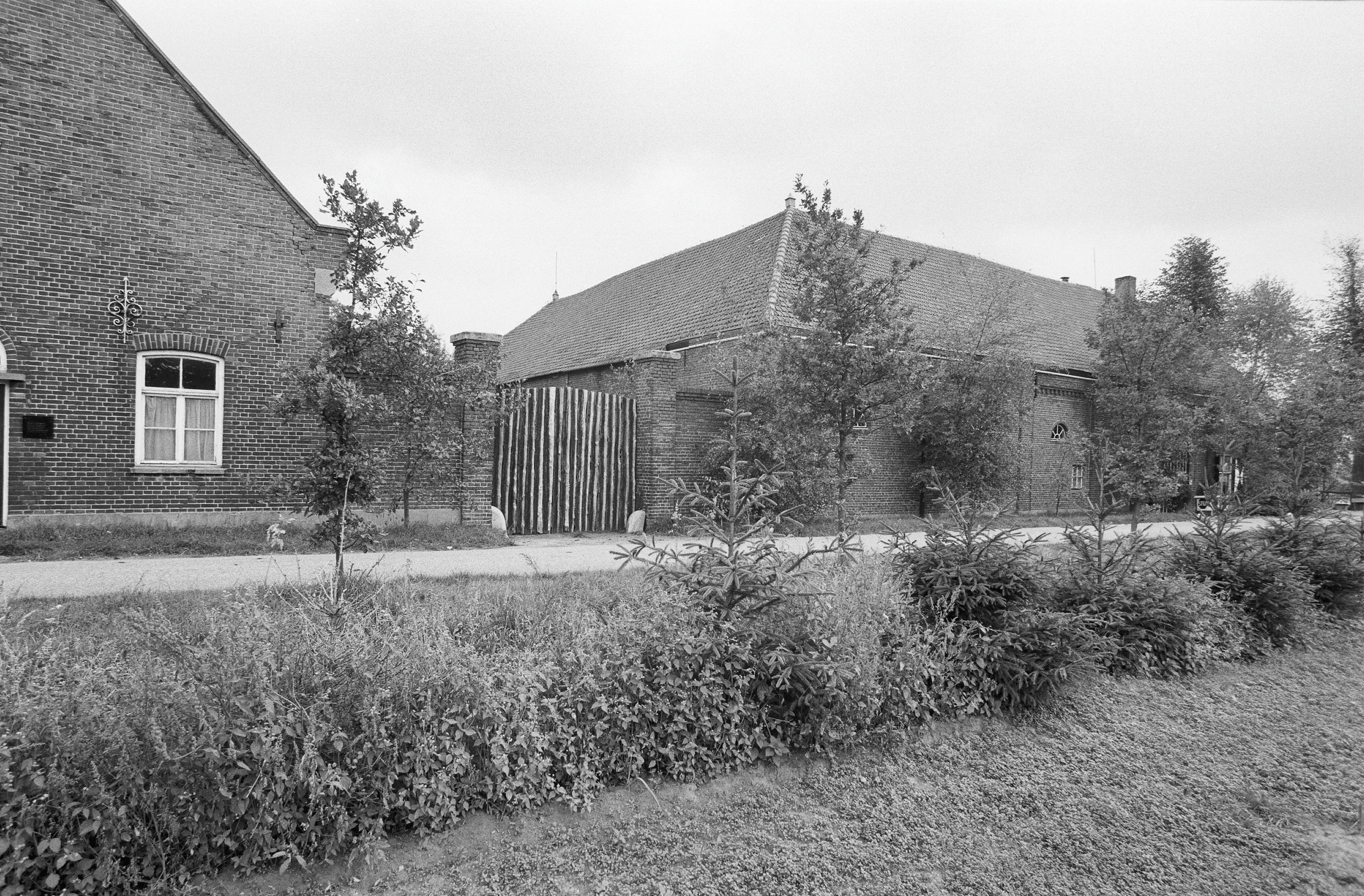
Kloosterboerderij Heibloem

De kloosterboerderij Heibloem is een voormalige kloosterboerderij in Heythuysen in de Nederlands Midden-Limburgse gemeente Leudal. De boerderij bevindt zich ten zuidwesten van Heibloem even buiten het dorp.

## Geschiedenis
Omstreeks 1853 werd de kloosterboerderij gebouwd toen de Broeders van Liefde uit Amsterdam de landbouwkolonie Sint Aloysius stichtten. Het ontwerp van het complex was van architect Pierre Cuypers.
Op 6 november 2001 werd het gebouw ingeschreven in het rijksmonumentenregister.

## Bouwwerk
De kloosterboerderij is in traditionalistische stijl gebouwd en bestond uit verschillende kloostergebouwen met kapel en kloosterboerderij en brouwerij, waarvan alleen de kloosterboerderij en het brouwerijgebouw nog resteren. Het brouwerijgebouw ligt parallel aan de langgerekte boerderijvleugel. Tussen het brouwerijgebouw en de schuur bevindt zich een poort met muur.
Oorspronkelijk was een gedeelte van de boerderijvleugel een graanschuur, met daarnaast de woonruimte en daar weer naast de stallen. Een deel van de stallen is afgebroken. Zowel de resterende stallen als de graanschuur werden later omgebouwd en zijn onderdeel geworden van de woning.